# NGC 4384
NGC 4384 је спирална галаксија у сазвежђу Велики медвед која се налази на NGC листи објеката дубоког неба.
Деклинација објекта је + 54° 30' 22" а ректасцензија 12h 25m 11,9s. Привидна величина (магнитуда) објекта NGC 4384 износи 12,7 а фотографска магнитуда 13,6. Налази се на удаљености од 36,6000 милиона парсека од Сунца. NGC 4384 је још познат и под ознакама UGC 7506, MCG 9-20-168, MK 207, CGCG 269-55, IRAS 12227+5446, PGC 40475.